# Maine

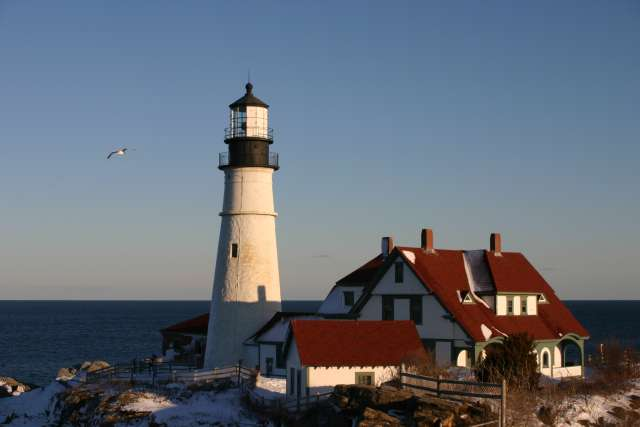
Maják v Portlandu

Maine (anglická výslovnost  [ˈmeɪn]IPA, oficiálně State of Maine) je stát nacházející se na východním pobřeží Spojených států amerických, v oblasti Nové Anglie severovýchodního regionu USA. Maine, nejvýchodnější stát kontinentálních USA, hraničí na západě s New Hampshire, na severozápadě s kanadskou provincií Québec a na severu a východě s kanadskou provincií Nový Brunšvik; jihovýchodní ohraničení státu tvoří Atlantský oceán.
Se svou rozlohou 91 646 km² je Maine 39. největším státem USA, v počtu obyvatel (1,3 milionu) je 42. nejlidnatějším státem a s hodnotou hustoty zalidnění 17 obyvatel na km² je na 38. místě. Hlavním městem je Augusta s 19 tisíci obyvateli. Největšími městy jsou Portland se 67 tisíci obyvateli, Lewiston (37 tisíc obyv.), Bangor (33 tisíc obyv.) a South Portland (25 tisíc obyv.). Maine patří 367 km pobřeží Atlantského oceánu. Nejvyšším bodem státu je vrchol Mount Katahdin s nadmořskou výškou 1606 m, nacházející se v Appalačském pohoří, které prostupuje severní částí celého státu. Největšími toky jsou řeky Saint John, jež tvoří část hranice s Novým Brunšvikem, Penobscot a Kennebec, největší vodní plochou je jezero Moosehead.
Na začátku 20. let 17. století zde vznikla anglická provincie, pojmenovaná pravděpodobně podle francouzského historického regionu Maine. Ta byla v 50. letech 17. století začleněna do massachusettské kolonie, která se později stala jedním z původních třinácti zakládajících států USA. Samotné Maine se od Massachusetts oddělilo v 19. století a 15. března 1820 se stalo 23. státem USA.

## Historie
Původními obyvateli Maine byli Abenakové a Penobscotové. První bělošskou osadu založil roku 1604 francouzský mořeplavec Pierre Dugua, oblast byla součástí Akádie a dostala jméno pravděpodobně podle francouzského kraje Maine. Roku 1652 ovládli Maine Angličané a připojili ji ke své kolonii Massachusetts, jejíž součástí zůstalo i po vzniku USA, ačkoli bylo fyzicky odděleno územím New Hampshire. Členským státem Unie se stalo v roce 1820 jako 23. stát v pořadí, v důsledku tzv. Missourského kompromisu (když měl vzniknout stát Missouri, kde existovalo otrokářství, objevily se protesty, že by tak otrokáři získali v Kongresu většinu; pro udržení nerozhodného stavu byl tedy vytvořen Maine jako nový neotrokářský stát). Severní hranice s Kanadou byla dlouho předmětem sporu, což využili roku 1827 místní osadníci k vyhlášení mezinárodně neuznávané republiky Madawaska. K vytyčení stávající hranice došlo roku 1842.

## Symboly

### Další symboly
- Dřevina jako symbol státu: borovice vejmutovka – šiška (Legislation of 1895)
- Strom jako symbol státu: borovice vejmutovka, adopted by the Legislature of 1945
- Zvíře jako symbol státu: los evropský
- Hmyz jako symbol státu: včela
- Drahokam jako symbol státu: turmalín

## Ekonomika
Maine je převážně zemědělskou oblastí, hlavními produkty jsou brambory, jablka a kanadské borůvky. V okolním moři se loví ryby a humři. Vzhledem k množství lesů je nejrozšířenějším průmyslem zpracování dřeva a papírenství. Na jižním předměstí Portlandu sídlila velká elektrotechnická firma Fairchild Semiconductor. Významný je i turistický ruch: Maine má nejzachovalejší přírodu v rámci Nové Anglie, je také státem s nejnižší kriminalitou v USA.

## Demografie
Podle sčítání lidu z roku 2010 zde žilo 1 328 361 obyvatel.

### Rasové složení
- 95,2 % Bílí Američané
- 01,2 % Afroameričané
- 00,6 % Američtí indiáni
- 01,0 % Asijští Američané
- 00,0 % Pacifičtí ostrované
- 00,3 % Jiná rasa
- 01,6 % Dvě nebo více ras

Obyvatelé hispánského nebo latinskoamerického původu, bez ohledu na rasu, tvořili 1,3 % populace. Maine má ze všech států Unie nejvyšší podíl francouzsky mluvícího obyvatelstva, při sčítání roku 2011 se 16,3 % obyvatel přihlásilo k francouzskému a 7,6 % k frankokanadskému původu.

### Náboženství
- křesťané – 82 %
  - protestanti – 45 %
    - baptisté – 16 %
    - metodisté[6] – 9 %
    - letniční církve – 6 %
    - luteráni – 3 %
    - ostatní protestanti – 26 %

  - římští katolíci (283 024 členů)[6] – 37 %
  - ostatní křesťané – 1 %
- jiná náboženství – 1 %
- bez vyznání – 17 %

## Informace

### Největší jezera
- Jezero Moosehead
- Richardson Lake

### Největší řeky
- Androscoggin River
- Kennebec
- Penobscot
- Saint John

### Informace
- Přezdívka státu: The Pine Tree State – Borovicový stát
- Připojen k Unii: Ustaven 15. 3. 1820 jako 23. stát Unie
- Zkratka státu: ME
- Původ názvu: Pravděpodobně podle francouzské provincie Maine
- Hlavní město: Augusta (22 tis. obyv.)
- Rozloha v km²: / mil²: 86 156 / 33 128
- Počet obyvatel v r.: 847 tis. (1940); 969 265 (1960)
- Počet obyvatel: 1 244 000
- Pořadí podle velikosti: 39.
- Pořadí podle lidnatosti: 39.

### Zajímavosti
- Nejvyšší místo: 1 606 m (Mount Katahdin)
- Nejnižší místo: hladina Atlantiku
- S hustotou zalidnění 43 obyvatel na čtvereční míli je Maine nejméně lidnatým státem na východ od řeky Mississippi.[7]
- Prostředí tohoto státu si často vybírá do svých knih slavný spisovatel hororů Stephen King.
- Detektivní seriál To je vražda, napsala (v hlavní roli s Angelou Lansburyovou jako spisovatelkou detektivek Jessicou Fletcherovou) byl zasazen do prostředí fiktivního mainského městečka Cabot Cove (skutečným místem natáčení bylo město Mendocino v Kalifornii).
- Přírodu a průzkumné výpravy do ní podniknuté v letech 1846, 1853 a 1857 skvěle popsal H. D. Thoreau v knize Mainské lesy.
- Byla zde poprvé spatřena tzv. mývalí kočka, která se později rozšířila do celého světa.
- Maine je jediným státem USA, který hraničí pouze s jedním dalším státem Unie (New Hampshire). Havaj a Aljaška nehraničí s žádným.
- Mys West Quoddy Head je nejvýchodnějším místem Spojených států (pokud nepočítáme Americké Panenské ostrovy).[8]
- Děj amerického fantasy seriálu Bylo, nebylo se odehrává ve fiktivním mainském městečku Storybrooke.
- Do roku 1832 byl hlavním městem státu Portland.